# عم (إله)
عمّ (بالمسند: 𐩲𐩣) هو إله قمري في جنوب الجزيرة العربية قبل الإسلام، وكان الإله القومي لمملكة قتبان اليمنية القديمة. وهو الراعي والحامي لأهل قتبان الذين يطلق عليهم تسمية "ولد عم" (أبناء الإله عم)، كان حامياً لأراضيهم وأملاكهم وتجارتهم ومواشيهم وكانوا يقيمون منشآتهم كالمدن وغيرها بأمر منه وبحمايته، وكان حكّام قتبان يتقربون إليه ببناء المعابد له، ويوقفون له الأراضي الزراعية.

## الاسم والرمزية
يتفق الباحثون على أن اسم الإله عم يعني العَمّ (شقيق الأب)، إذ يعكس فكرة العلاقة الأسرية بين الشعب والآلهة، ولكن البعض يرى ان تسميته "عم" مجرد كنية خلفها اسم منسي. وكان يرمز له بالهلال والقرص وبحيوانات الثور والوعل، وكذلك برمز كتابي يتكون من حرفي (هـ ل) بخط المسند (𐩠𐩡) متداخلان، وتظهر أهميته من خلال اتخاذ الحكّام أسماءاً تشير إلى القمر مثل شهر وهلال. كما أطلق القتبانيون اسم "عم" على أحد الشهور التي أرخوا بها.

## التاريخ
يظهر اسم الإله عم في النقوش العربية الجنوبية منذ القرن الثامن قبل الميلاد وحتى حوالي عام 300 للميلادي، مما يعني استمرار عبادته حتى بعد سقوط مملكة قتبان بين عامي 170-175 للميلاد.
وفقًا لعالم الآثار الفرنسي كريستيان روبن وعالم الكتاب المقدس دانيال إي فليمينج، يُعتقد أن أحد الأصول المحتملة لللقب «عم» أو «أبناء عم» نشأ من تعيين مجموعة سابقة من الناس الذين عبدوا «عم» كإله مركزي، مع كون اسم «عم» مجرد لقب لإله منسي. الذي لم يكن معروفًا تسميته الحقيقية. رغم أن عم كان يعبد في عهد مملكة قتبان.

## في الموروث الإسلامي
يُروى عن وفد قبيلة خولان اليمنية إلى الرسول أنه سألهم عن صنم اسمه ‌عُمْيَانِس أو عُمِيانِس، واستمرت عبادته في الإسلام. ويرى كرستيان روبان أن نطقه الصحيح عَـمّي أنَـس. وذكر ابن عبد الحق أن "‌عُـمّـا" هو اسم صنم لخولان، باليمن، ويرى توفيق فهد أن المقصود الإله عم.